# Микрофотография
Микрофотографията (на английски: photomicrography) е техника във фотографията: изкуството да се правят микрофотографии (на английски: micrograph) или снимки в микроскопичен мащаб. Приложенията на микрофотографията са разнообразни: шпионаж, като например в случая с кухата монета, допринесъл за разкриването на Рудолф Абел, в микрофилмите, в биологията, в медицината.
Джон Бенджамин Дансър е един от първите, които създават микрофотографии през 1839 г. чрез дагеротипия Той постига коефициент на намаляване от 160:1. Дансър усъвършенства процедурите си за намаляване с мокрия колодиев процес на Фредерик Скот Арчър, разработен през 1850 – 51 г. Той обаче смята своята многогодишна работа върху микрофотографиите за хоби и не документира процедурите си. Разбирането, че микрофотографията не е нищо повече от любопитна нововъведение, се споделя и в Речника на фотографията от 1858 г., който нарича процеса „донякъде незначителен и детински“.
Французинът Рене Дагрон (René Dagron) създава нови оптични устройства за гледане на микрофотографии във формата на бижута, известни като Stanhopes, които стават много популярни.
Важно приложение на микрофотографията са микрофилмите и микрофишовете, които преди навлизането на компютрите се използват за съхранение на документи в намален обем в библиотеките, архивите и проектанските бюра.